# 香港天文台所提供的熱帶氣旋名字
香港天文台所提供的熱帶氣旋名字列出香港天文台自2000年後為太平洋颱風季熱帶氣旋所提供的國際命名。
目前現役中的名字為鴛鴦、珊珊、玲玲、鳳凰、白海豚、彩雲、獅子山、青馬及榕樹，另有五個已退役的名字為啟德、馬鞍、萬宜、欣欣和婷婷。
香港天文台所提供的名字主要分為四類：公共建設（彩雲、青馬；已退役的啟德及萬宜）、少女暱稱（珊珊、玲玲；已退役的欣欣和婷婷）、山名（鳳凰、獅子山、已退役的馬鞍）、地區象徵（白海豚、榕樹）及特色飲品（鴛鴦）。

## 現役名字
珊珊、玲玲、鳳凰、彩雲及榕樹這6個名字是從2000年太平洋颱風季就開始使用到現在的名字，白海豚與獅子山則是在名字退役後換上的新名字，都使用了3次。而啟德、馬鞍及萬宜更用了4次才退役。

### 啟德（Kai-Tak）

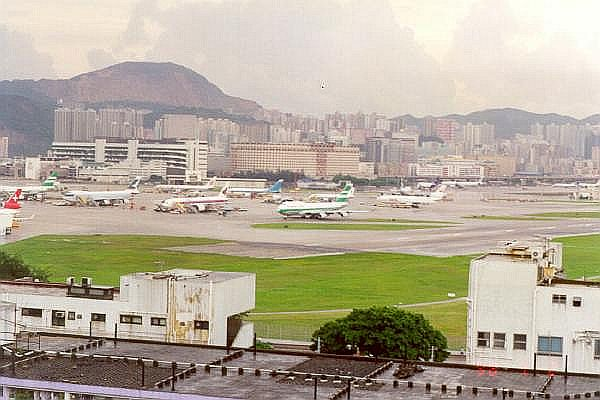
啟德機場

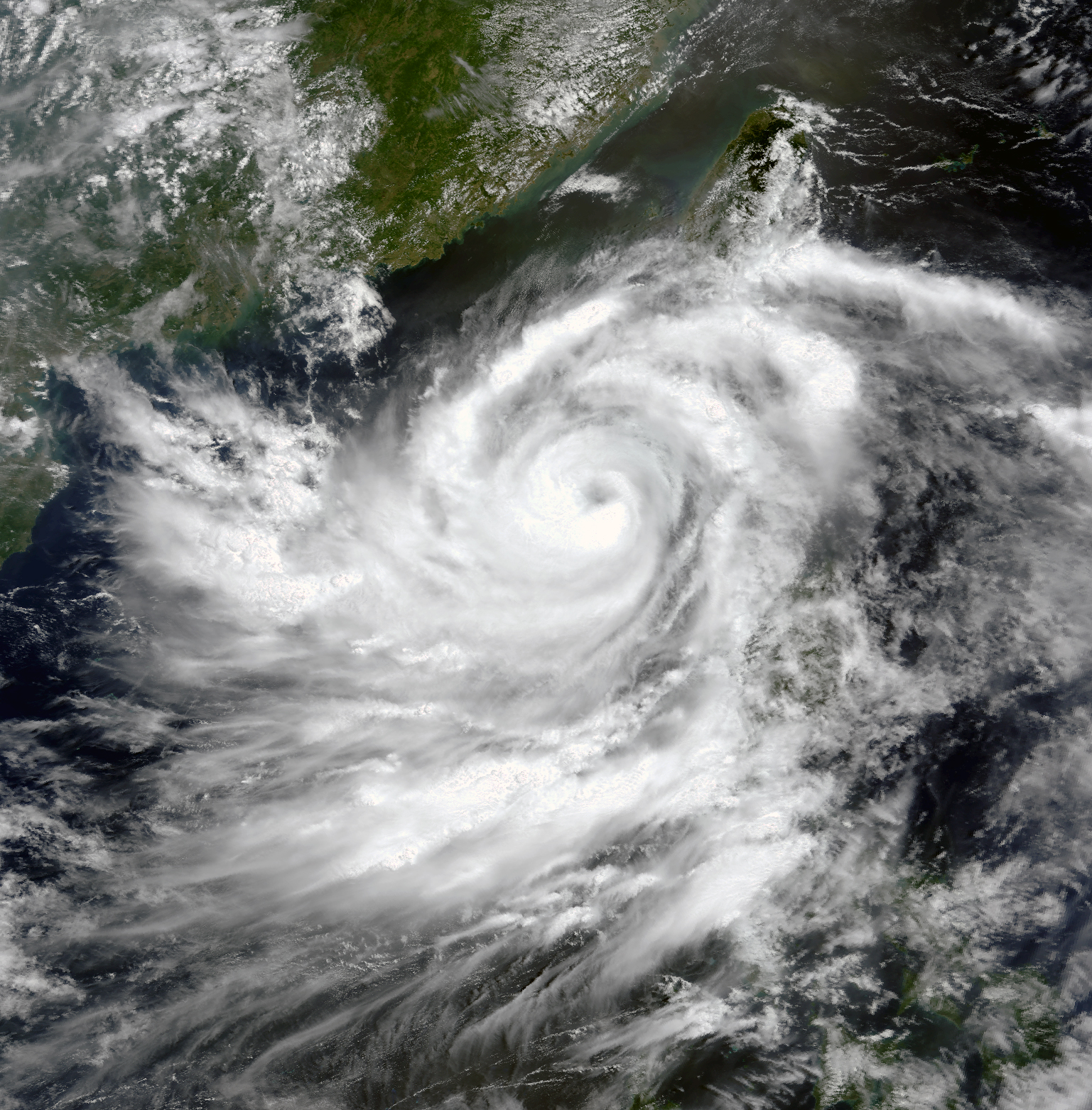
2000年的颱風啟德

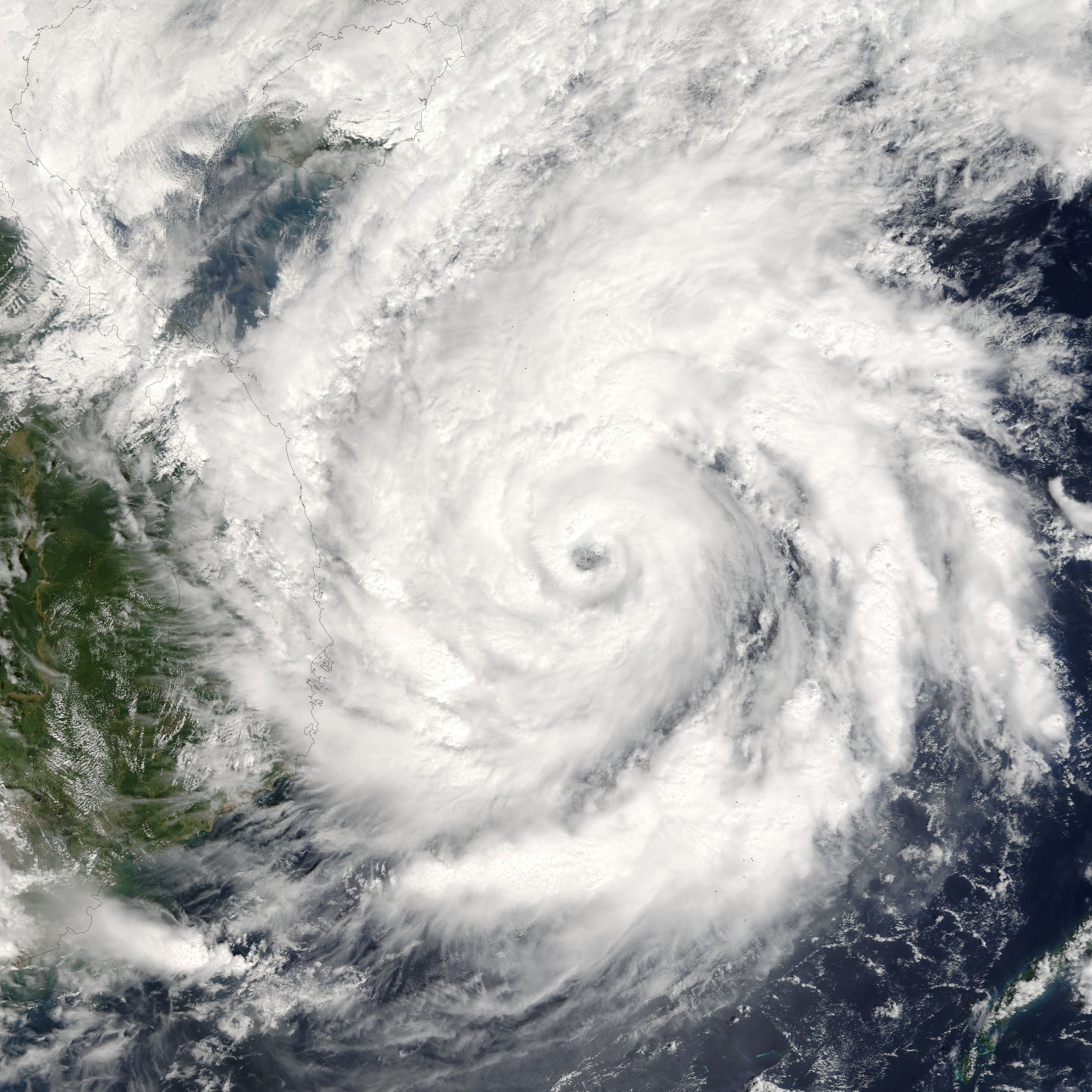
2005年的颱風啟德

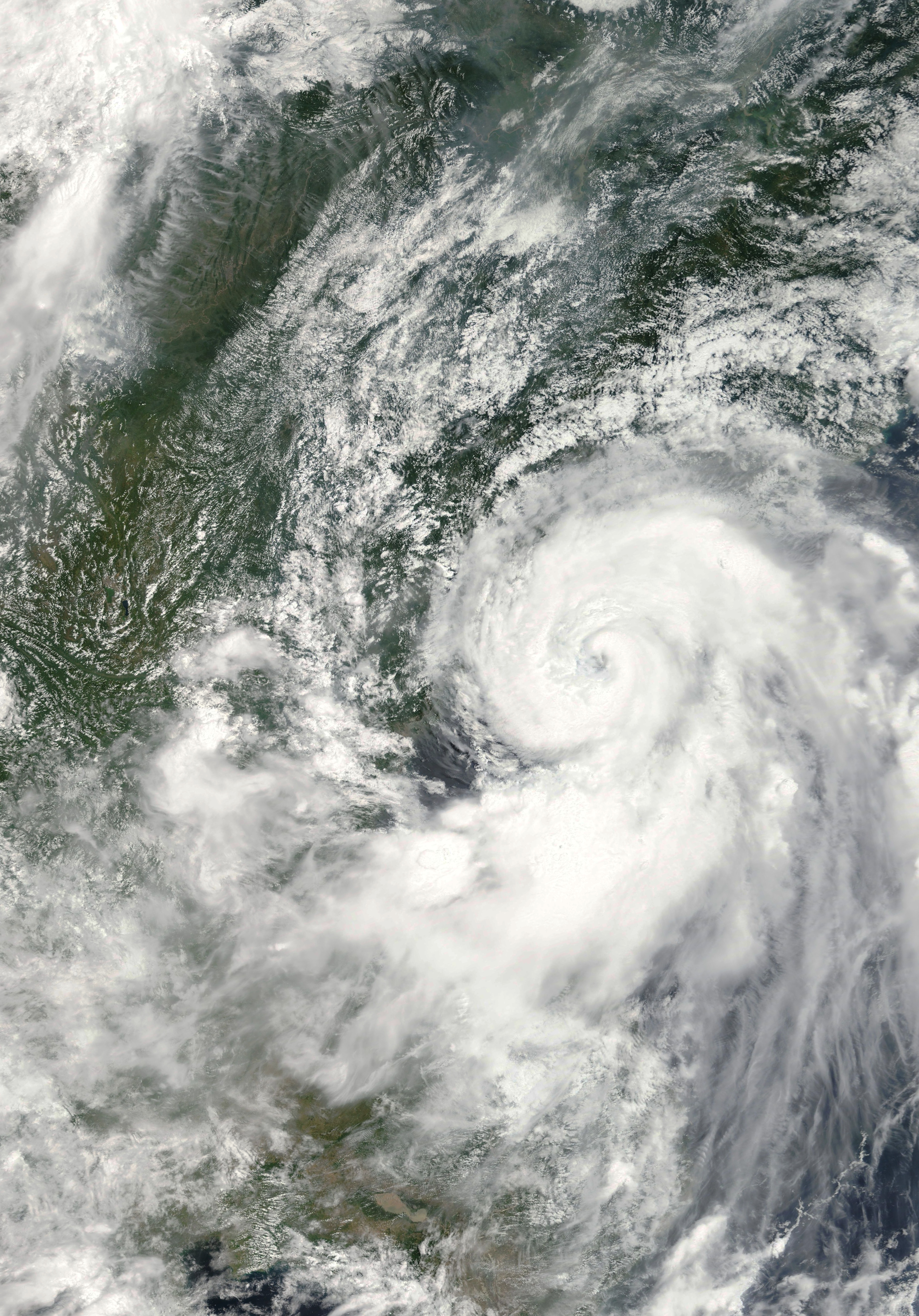
2012年的颱風啟德

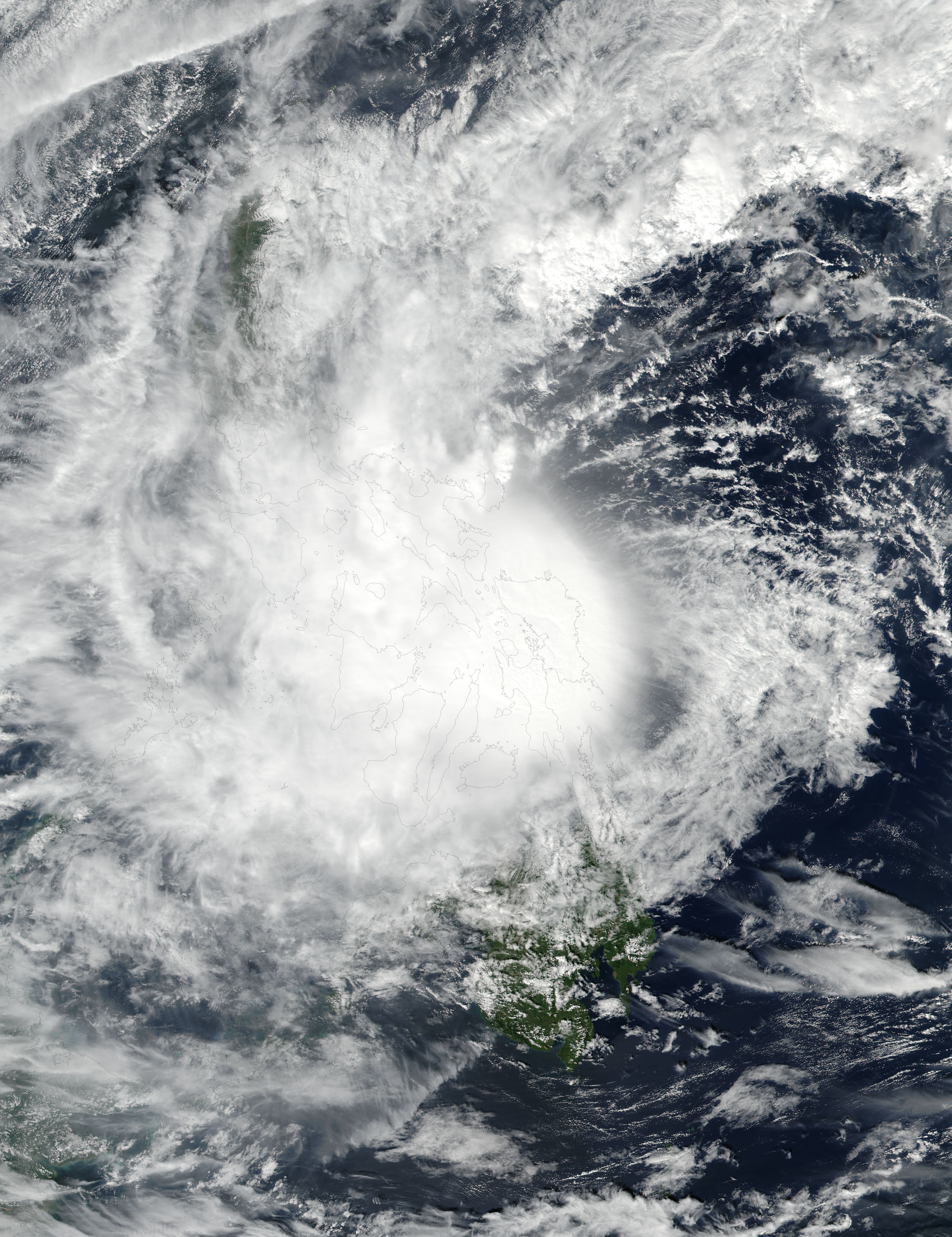
2017年的熱帶風暴啟德

「啟德」一名取自位在九龍九龍城區的香港啟德國際機場，此機場已在1998年7月6日隨著赤鱲角機場的啟用而停用，並已拆除。
此颱風名是香港天文台命名表中的第一個名字，三個使用此名的風暴都達到香港天文台颱風的等級，而第四次使用雖只達熱帶風暴級，卻對菲律賓造成嚴重傷亡。
最初的啟德颱風是2000年太平洋颱風季的颱風啟德，形成後曾在香港外海打轉，後來轉而向台灣移動，在當地造成相當的農業損失，被認為是李氏力場的「初期案例」之一。
第二次使用是在2005年太平洋颱風季的颱風啟德，此颱風生成於南海後在兩天之間快速增強，於越南造成重大災情。
第三次使用是在2012年太平洋颱風季的颱風啟德，曾在接近香港時引致香港天文台發出八號東南烈風或暴風信號。由於啟德在登陸後快速減弱，香港天文台也對其發出了有紀錄以來最短的一號戒備信號，僅僅維持65分鐘。
第四次使用是最近於2017年太平洋颱風季的熱帶風暴啟德，雖然強度只達熱帶風暴級，但在橫過菲律賓中部時及掠過馬來西亞期間，所帶來的暴雨造成嚴重傷亡及巨大的經濟損失。因在菲律賓造成災難性破壞，而被該國在隔年第50屆颱風委員會年會申請除名，新名稱「鴛鴦」。

### 珊珊（Shanshan）

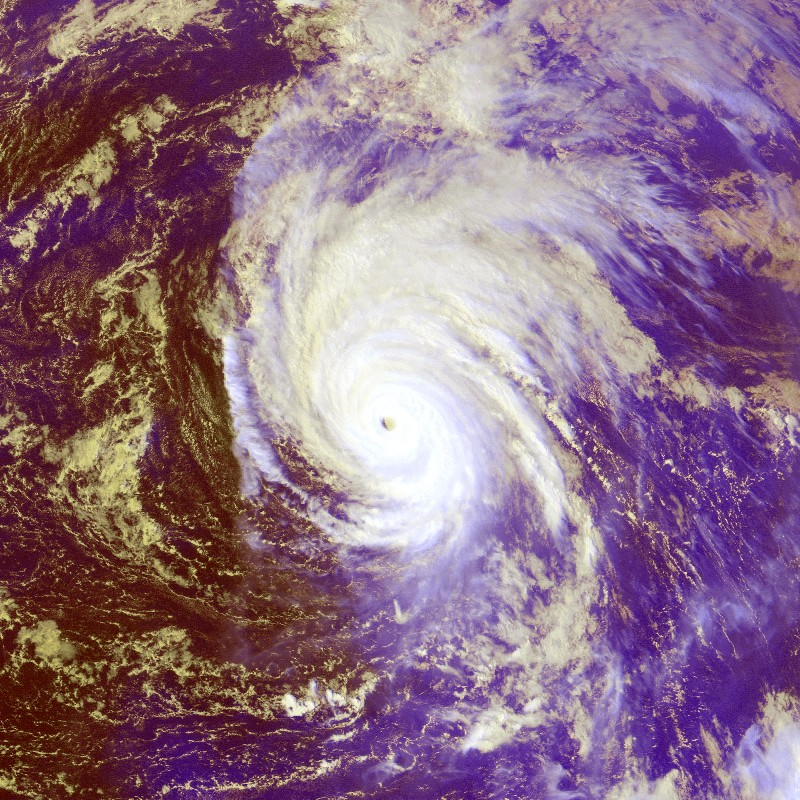
2000年的強颱風珊珊

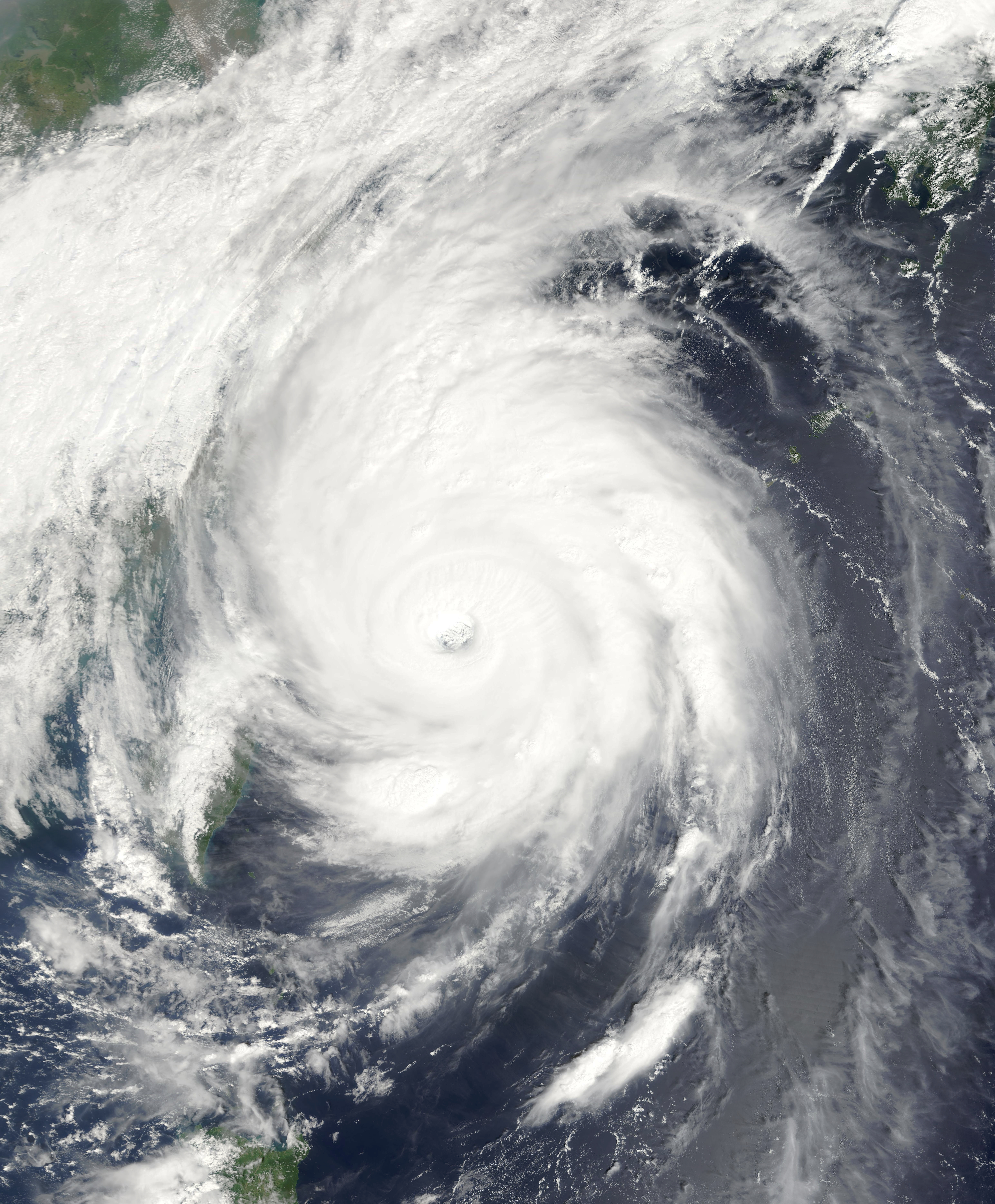
2006年的超強颱風珊珊

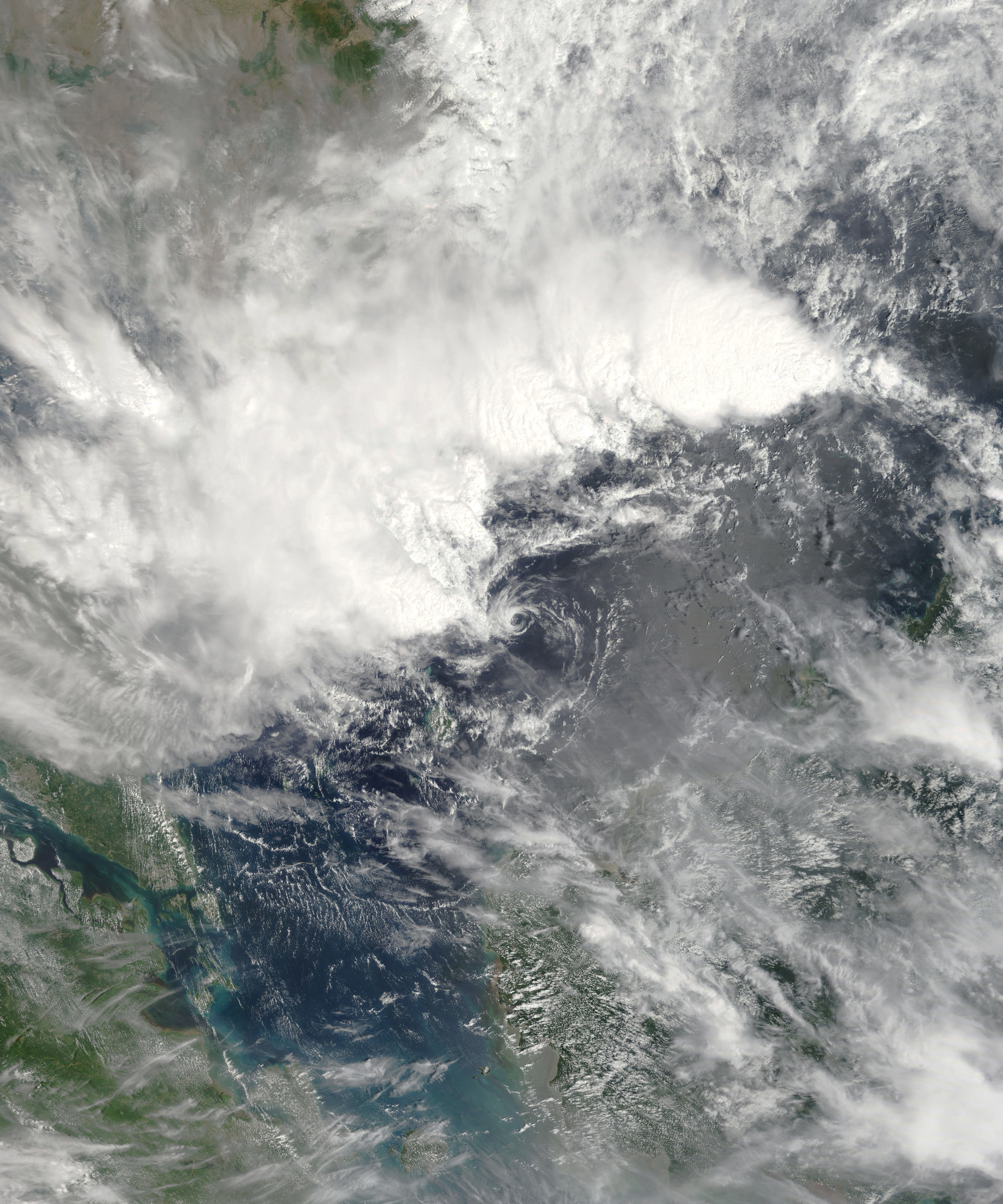
2013年的熱帶低氣壓珊珊

「珊珊」是一個頗為普遍的少女暱稱，情況與另外三個取自少女暱稱的熱帶氣旋名玲玲、欣欣、婷婷類似。後來香港天文台以缺乏地區特色為由將欣欣與婷婷除名，但珊珊與玲玲則被保留了下來。
珊珊這個名字第一次使用是在2000年太平洋颱風季的強颱風珊珊，與另一個風暴熱帶風暴珍珠相同，強颱風珊珊屬於當年太平洋颱風季的兩個遠洋風暴之一。這兩個遠洋風暴與當年大部分風暴不同，在接近換日線的地方生成，並且從未影響陸地。
此名第二次使用於2006年太平洋颱風季的超強颱風珊珊，當時珊珊在日本造成不小災情，九州共有48萬戶停電，一輛載有30人的特急列車在宮崎縣延岡市發生了JR日豐本線出軌事故，在日本已造成最少9人死亡、1名記者失蹤，269人受傷，並且是自1977年以來對琉球群島造成最大破壞的熱帶氣旋。
第三次也是最近一次使用於2013年太平洋颱風季的熱帶低氣壓珊珊，珊珊結構不佳，日本氣象廳自升格為熱帶風暴起，至取消此評等為止僅經過1天5小時45分鐘，香港天文台也僅評等為熱帶低氣壓，但仍在菲律賓造成4人死亡，2人失蹤、53間房屋被毀，119間房屋被損壞。

### 萬宜（Man-yi）

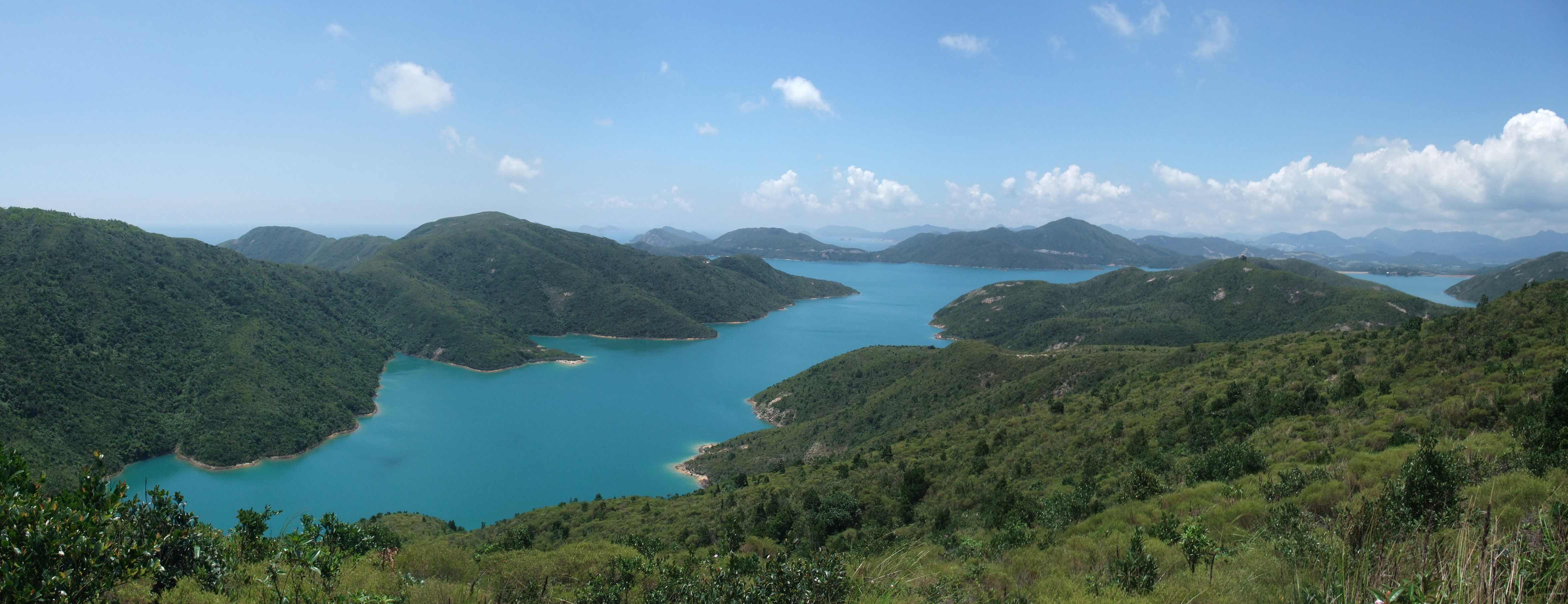
萬宜水庫

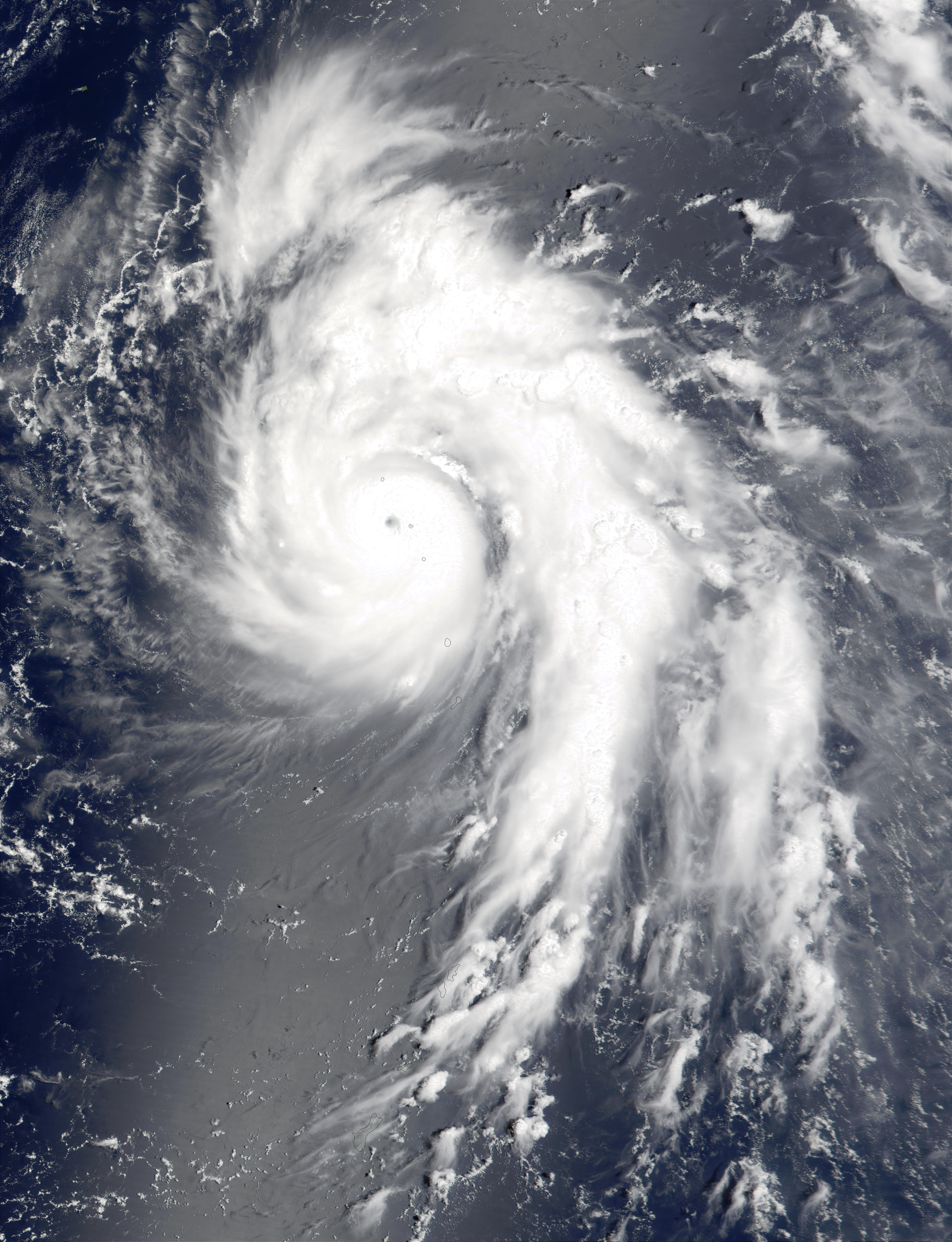
2001年的強颱風萬宜

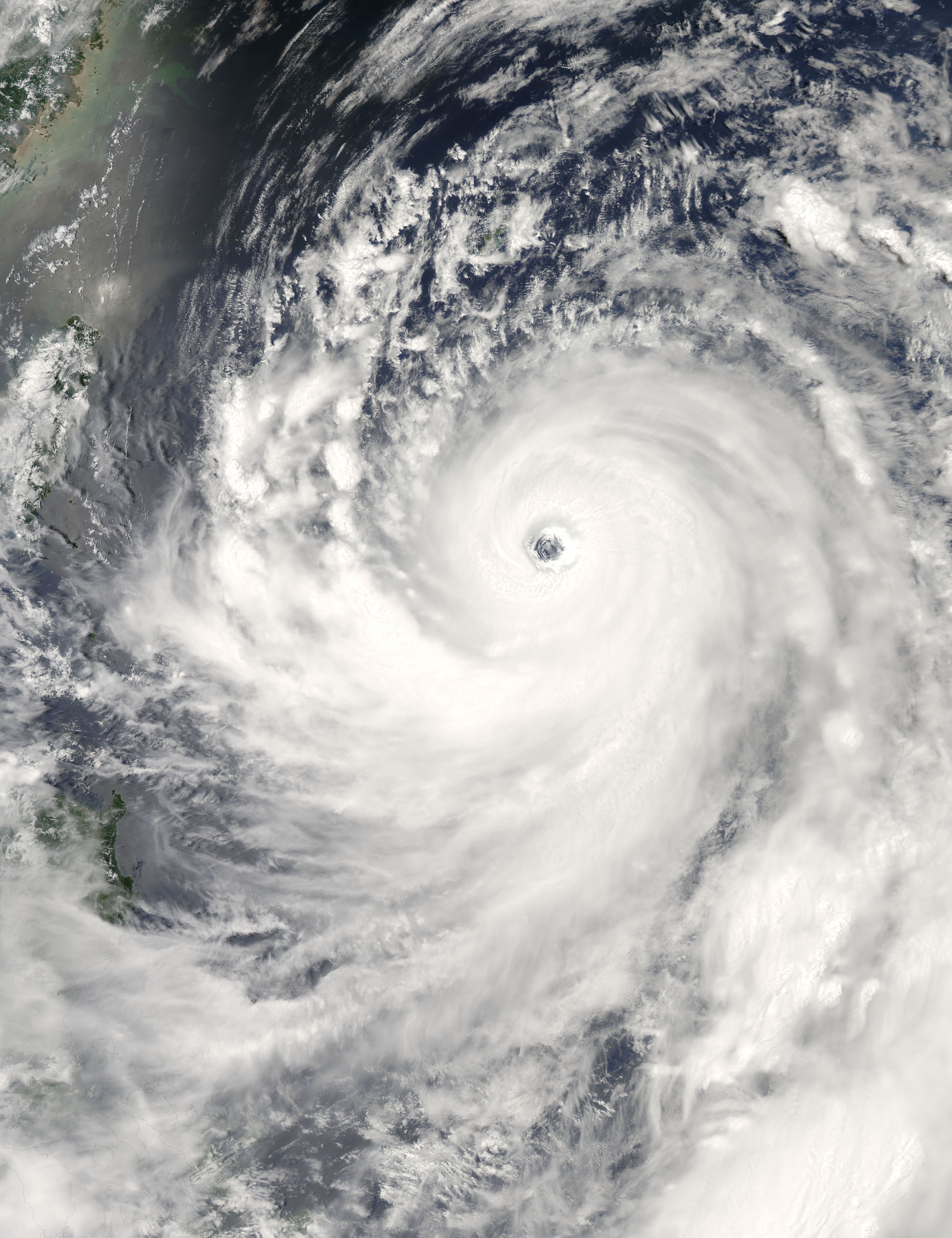
2007年的強颱風萬宜

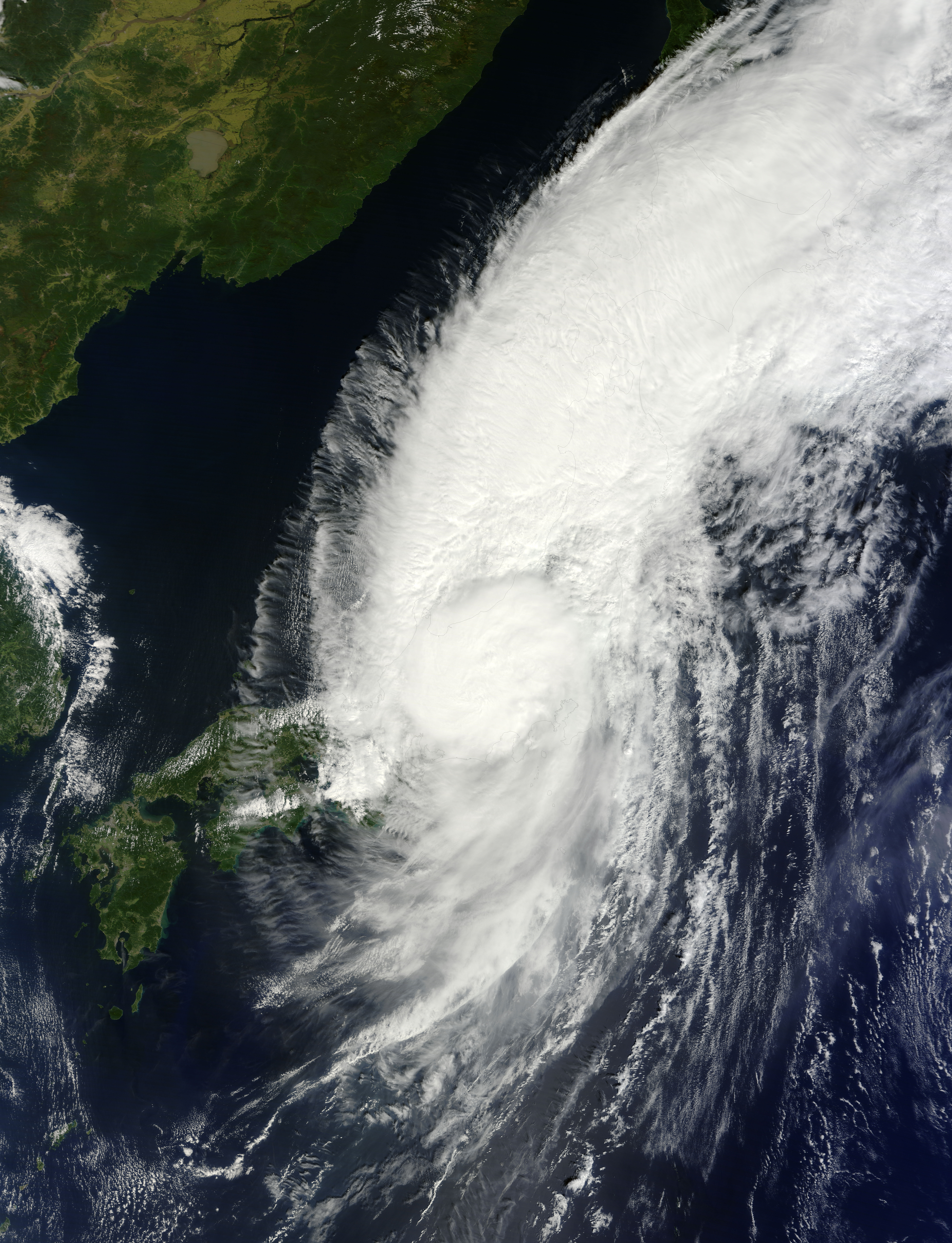
2013年的強烈熱帶風暴萬宜

「萬宜」一名來自位於香港西貢區的萬宜水庫，是香港儲水量最大的水庫，容量達2.81億立方米。雖然萬宜水庫的正式英文名稱並非「Man-yi Reservoir」而是「High Island Reservoir」，但依據命名慣例，使用拼音作為國際命名。
值得一提的是同樣取自公共建設名的「啟德」國際命名中也有連字號，而「啟」和「德」兩個拼音的字首都有大寫；萬宜的國際命名中「宜」的拼音字首則沒有大寫。
三個以萬宜為名的熱帶氣旋路徑都是屬於轉向型。
此名首次使用是在2001年太平洋颱風季的強颱風萬宜，此風暴自生成至消散為止都在海面上沒有接近陸地，並未對周邊陸地造成明顯影響。
第二次使用此名的2007年太平洋颱風季的強颱風萬宜是自1951年以來在7月影響日本最強的颱風，萬宜在日本造成暴雨、淹水及山泥傾瀉，最少有5人死亡，80人受傷，超過4萬人須撤離家園，有15間房屋被毀壞及1,500 間被水淹浸。
此名第三次被使用是在2013年太平洋颱風季的強烈熱帶風暴萬宜，形成之初便往日本方向前進，並在當地造成6人死亡、1人失蹤。

### 玲玲（Lingling）

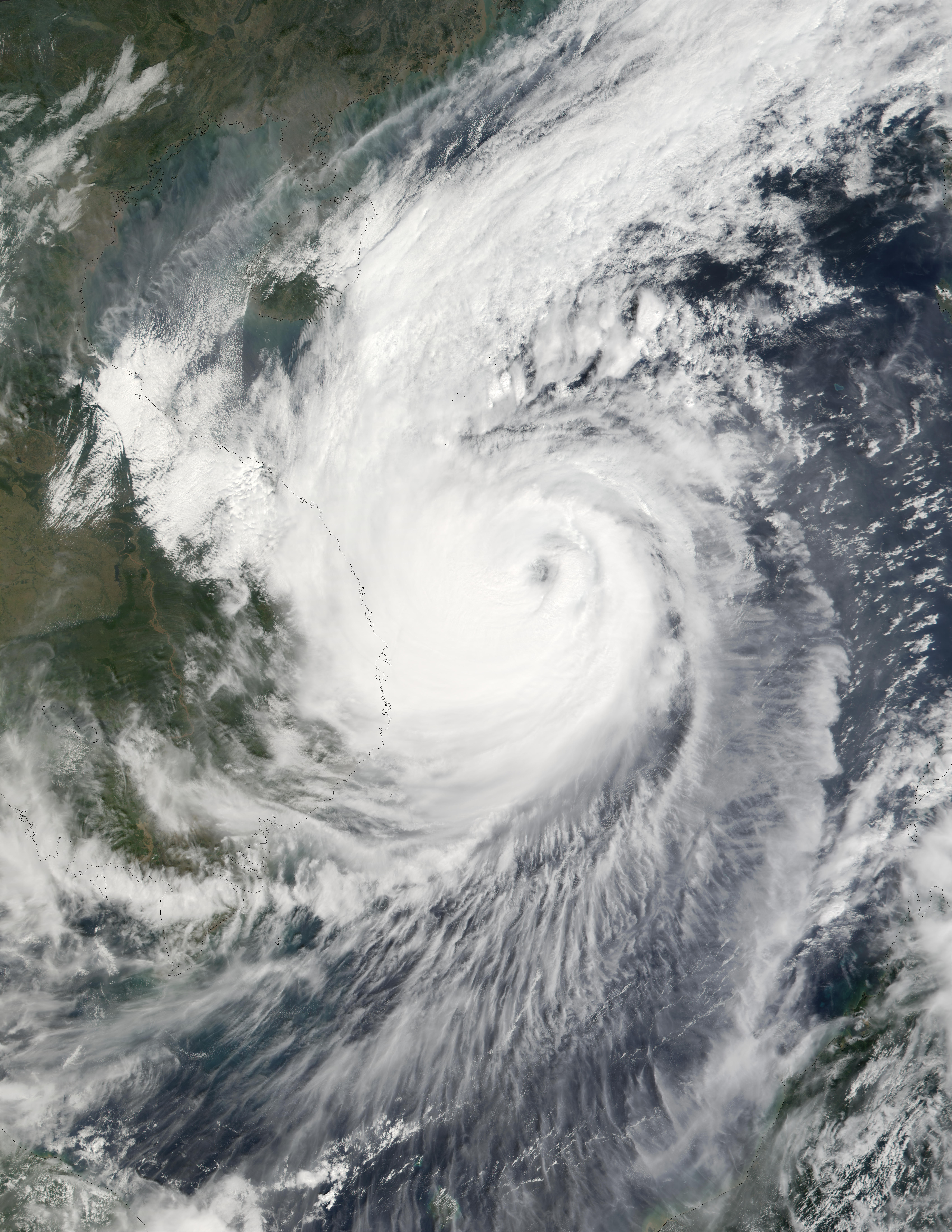
2001年的強颱風玲玲

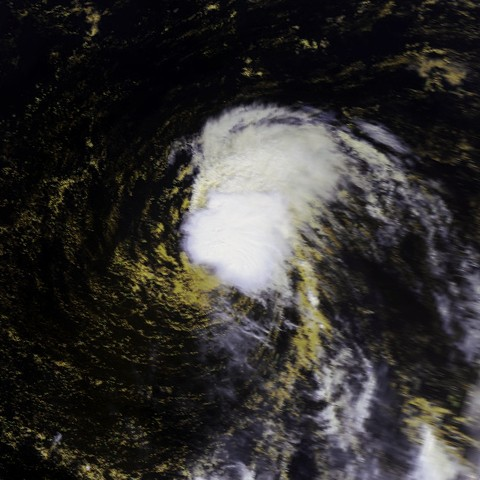
2007的熱帶風暴玲玲

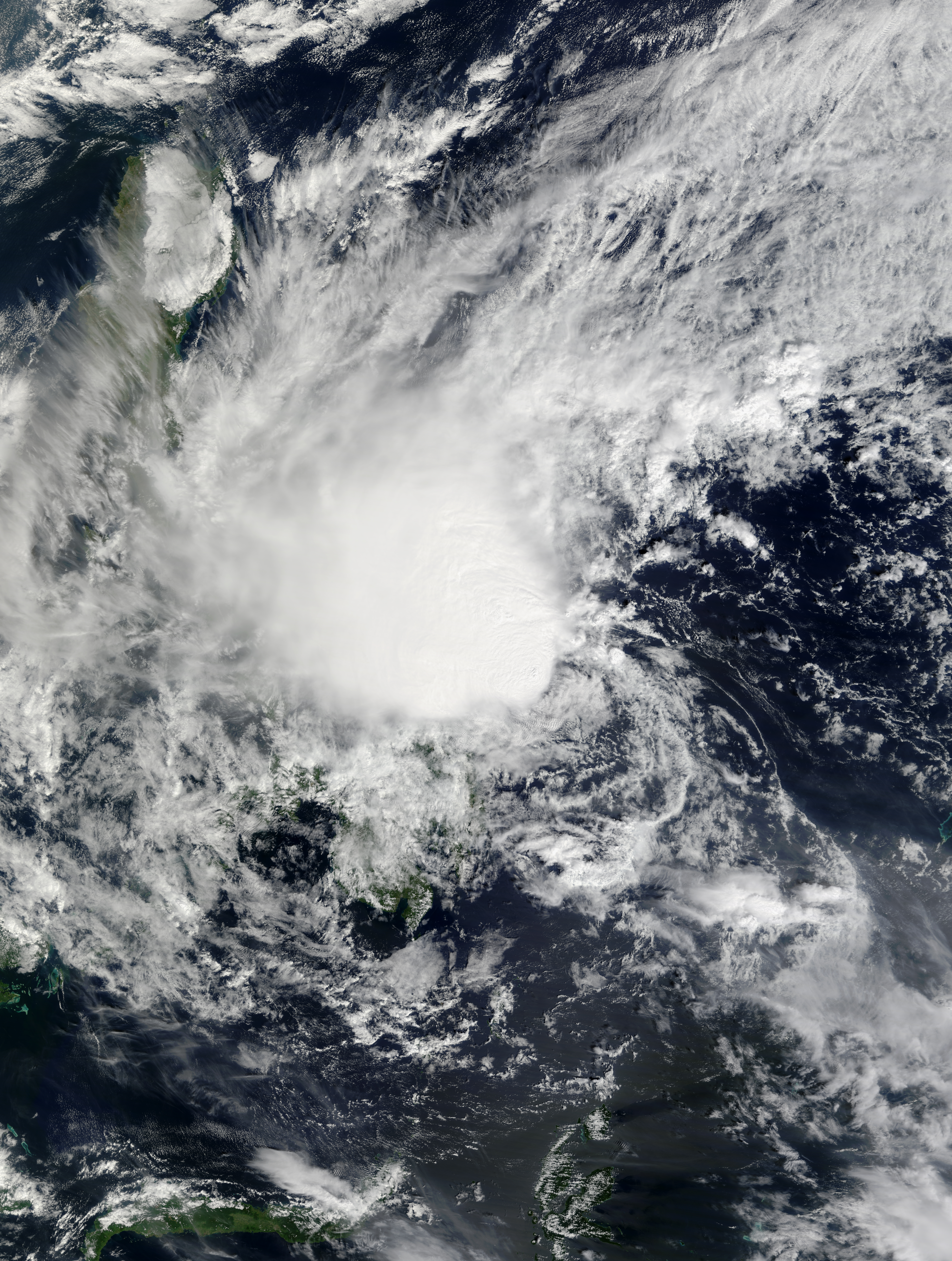
2014年的熱帶低氣壓玲玲

與珊珊類似，「玲玲」一名是取自頗為普遍的少女暱稱，是四個香港天文台所提供的取自少女暱稱的名字中的第二個，與珊珊一起作為其中唯二留下來的名字之一。
第一次使用玲玲作為名稱的2001年太平洋颱風季的強颱風玲玲造成菲律賓中部和南部最少有200人死亡，130人受傷及137人失蹤。越南中部最少有18人死亡及超過70人受傷，大量房屋被毀，導致12000人無家可歸。
第二次使用是2007年太平洋颱風季的熱帶風暴玲玲。玲玲從生成自消散都在海面上，沒有明顯增強也沒有接近陸地，並未造成明顯影響。
第三次使用是以2014年太平洋颱風季最早被命名的風暴之姿成為熱帶低氣壓玲玲。此風暴生成於一月之初，最低氣壓僅有1005百帕、最大風速僅有每小時95公里，香港天文台也對其保持熱帶低氣壓的評等。儘管如此，挾帶著大量雨量的玲玲還是在菲律賓造成了嚴重的損害，菲律賓的財產損失達12,393,000美元，造成70人死亡、86人受傷、9人失蹤。但菲律賓大氣地球物理和天文服務管理局提出除名要求，名稱仍繼續沿用至今。

## 2024年建立的候補名單
2023年6月21日，香港天文台舉辦熱帶氣旋名字徵集活動，以擴大熱帶氣旋名字候補名單，並於12月20日開放網上投票。2024年1月17日，香港天文台公佈熱帶氣旋名字候補名單先後次序如下︰
|    | 中文名稱 | 英文名稱  | 備註                         |
| -- | -------- | --------- | ---------------------------- |
| 1  | 奶茶     | Milktea   | 名稱已被否決                 |
| 2  | 青馬     | Tsing-ma  | 成功替補「馬鞍」除名後的遺缺 |
| 3  | 火龍     | Fo-lung   |                              |
| 4  | 點心     | Dim-sum   |                              |
| 5  | 麻雀     | Sparrow   |                              |
| 6  | 水仙     | Shui-sin  |                              |
| 7  | 小龍     | Siu-lung  |                              |
| 8  | 霓虹     | Neon      |                              |
| 9  | 醒獅     | Sing-si   |                              |
| 10 | 白鷺     | Egret     |                              |
| 11 | 香片     | Heung-pin |                              |
| 12 | 海威     | Hoi-wai   |                              |
| 13 | 貝貝     | Pui-pui   |                              |
| 14 | 相思     | Sheung-si |                              |
| 15 | 紅豆     | Red-bean  |                              |
| 16 | 石板     | Stoneslab |                              |
| 17 | 白蘭     | Bak-lan   |                              |
| 18 | 舢舨     | Sampan    |                              |
| 19 | 帆船     | Junk-boat |                              |
| 20 | 樹蛙     | Treefrog  |                              |